# Dioscorea tamshiyacuensis
Dioscorea tamshiyacuensis är en enhjärtbladig växtart som beskrevs av Franklin Ayala. Dioscorea tamshiyacuensis ingår i släktet Dioscorea och familjen Dioscoreaceae. Inga underarter finns listade i Catalogue of Life.